# Bernard Cohn
Pour les articles homonymes, voir Cohn.
Bernard Cohn est un critique de cinéma et réalisateur français né en 1940.

## Biographie
Collaborateur de la revue Positif à partir des années 1960, il devient assistant réalisateur en 1970. Il travaille notamment avec Robert Bresson, Woody Allen et Akira Kurosawa, avant de réaliser en 1988 son premier et unique long-métrage de fiction, Natalia.

## Filmographie

### Fiction
- 1989 : Natalia

### Documentaires
- 2001 : Autopsie d'un mensonge : le négationnisme (coréalisé avec Jacques Tarnero)
- 2003 : Positif, une revue[2]
- 2003 : Edith Scob, une comédienne si étrange[3]

## Publications
- La Fuite, Les Cygnes, 2008